# Aaron Smith
Aaron Smith (* 21. listopadu 1988 Palmerston North) je novozélandský ragbista, který hraje jako mlýnová spojka za japonský klub Toyota Verblitz.
V dospělých kategoriích začal v roce 2008 v týmu Manawatu. V roce 2011 podepsal smlouvu s Highlanders, kde hrál do roku 2023. V roce 2015 se stal s tímto klubem vítězem Super Rugby. V roce 2024 přestoupil do japonského Toyota Verblitz. 
Na MS 2015 se stal mistrem světa, na MS 2019 skončil třetí a na MS 2023 získal druhé místo s reprezentací. Desetkrát se stal vítězem Rugby Championship (2012 - 2014, 2016 - 2018, 2020 - 2023). Za Nový Zéland odehrál 125 zápasů a připsal si 147 bodů (2012 - 2023).

## Galerie

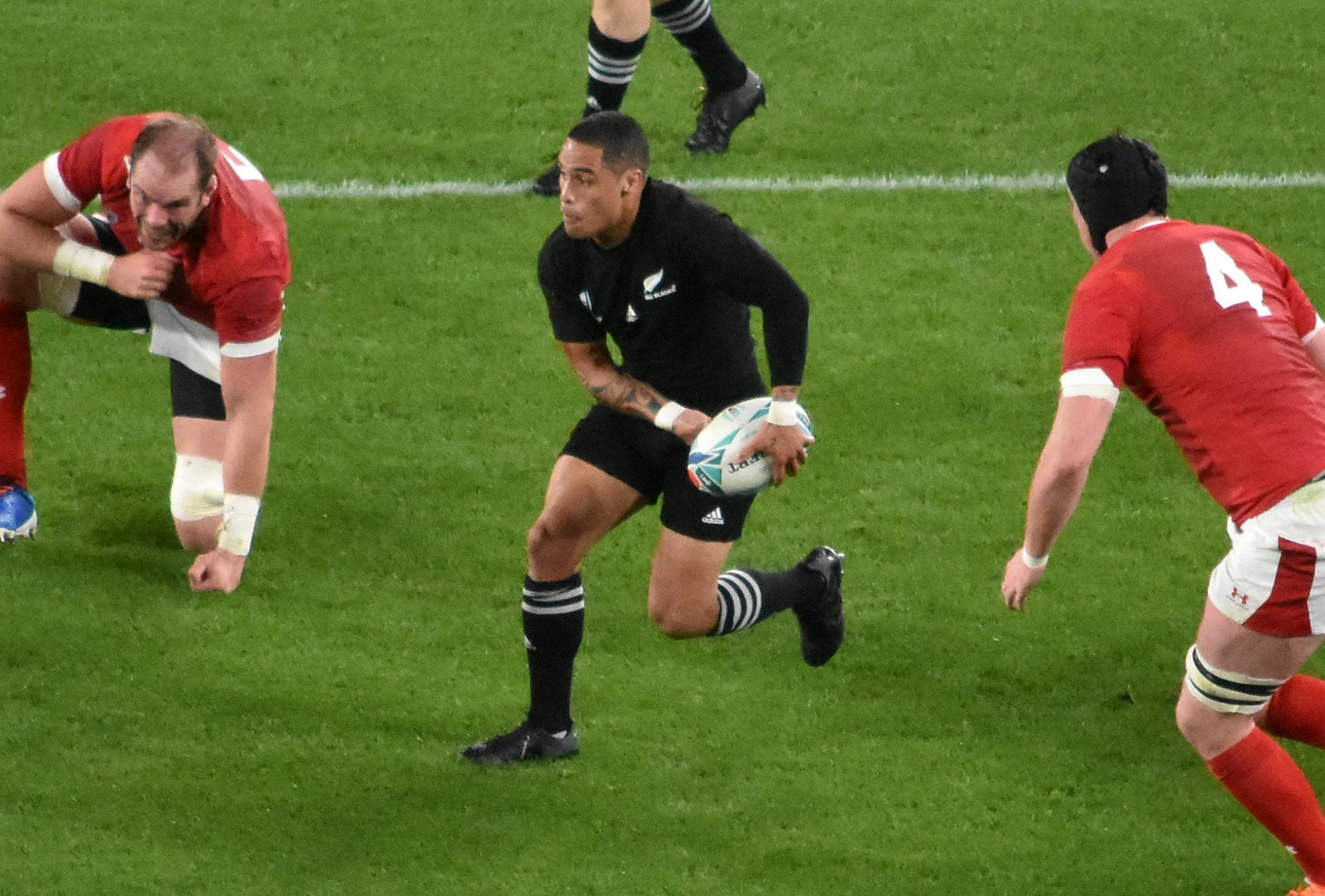
Aaron Smith na MS v ragby 2019
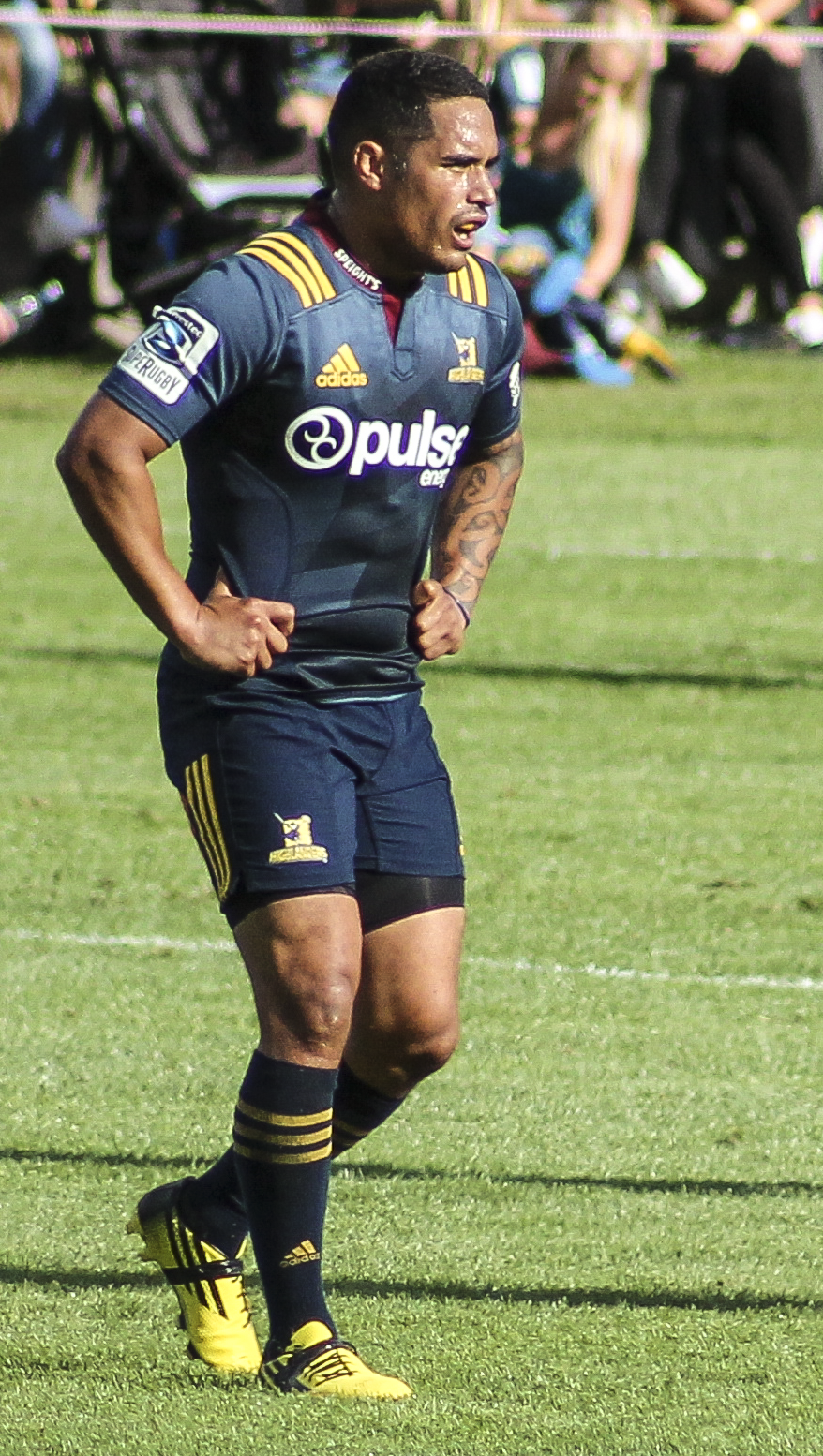
Aaron Smith v dresu Highlanders